# Tấn Huệ Đế
Tấn Huệ Đế (chữ Hán: 晋惠帝; 259 – 307), tên thật là Tư Mã Trung (司馬衷), là vua thứ hai của nhà Tây Tấn trong lịch sử Trung Quốc. Ông không có năng lực cai trị và thời gian ông ở ngôi đã xảy ra Loạn Bát vương làm nhà Tây Tấn suy yếu trầm trọng rồi diệt vong.

## Cuộc sống trước khi kế vị
Tấn Vũ Đế Tư Mã Viêm có 2 hoàng hậu cùng mang họ Dương. Bà thứ nhất là Dương Diễm, bà thứ hai là Dương Chỉ. Tư Mã Trung là con thứ hai của Vũ Đế với Dương Diễm. Ông ra đời trong thời Tam Quốc, khi ông nội là Tư Mã Chiêu đang nắm thực quyền điều hành nước Tào Ngụy.
Hoàng hậu Dương Diễm sinh được 3 người con trai, người con cả mất sớm khi còn nhỏ nên Tư Mã Trung trở thành con lớn nhất của Tấn Vũ đế. Khi Tư Mã Viêm lấy ngôi của Tào Ngụy lập ra nhà Tấn (265), Tư Mã Trung lên 7 tuổi. Năm 267, Tư Mã Trung được vua cha lập làm thái tử, khi đó ông mới 9 tuổi.
Tư Mã Trung có trí tuệ kém cỏi, không có năng lực như người bình thường, các sử gia thường gọi là người ngây ngốc. Năm lên 10 tuổi, Trung được vua cha ban cho cung nhân Tạ Cửu. Tạ Cửu từ chỗ hầu hạ Vũ Đế được sai hầu hạ thái tử Trung, được phong làm Tài nhân.
Vũ Đế kén vợ cho thái tử, muốn chọn con gái đại thần Vệ Quán cho Trung nhưng sau đó lại nghe hoàng hậu Dương Diễm khuyên nên lấy con gái đại thần khác là Giả Sung. Năm 271, thái tử Trung lên 13 tuổi, Vũ Đế sai người đến hỏi con gái nhỏ của Giả Sung là Giả Ngọ lên 12, nhưng vì Giả Ngọ còn quá bé, không mặc vừa áo cưới nên Vũ Đế bèn lấy người con gái lớn của Giả Sung là Giả Nam Phong đã lên 15 tuổi làm con dâu.
Giả Nam Phong chỉ sinh được 4 công chúa, còn Tài nhân Tạ Cửu lại sinh được người con trai là Tư Mã Duật. Năm 274, hoàng hậu Dương Diễm mất, Vũ đế lập em họ Dương Diễm là Dương Chỉ làm hoàng hậu, tức là Dương hoàng hậu thứ hai. Cha của Dương hậu là Dương Tuấn được cất nhắc làm đại thần.
Sau khi diệt được Đông Ngô, thống nhất Trung Hoa, Tấn Vũ đế sa vào hưởng lạc, ít chú ý đến triều chính. Thấy Tư Mã Trung trí tuệ kém, Vũ đế cũng có lo ngại về người kế vị, bèn làm phép thử. Vũ đế giao cho ông phê thử một tập tấu sớ của các quan. Giả phi Nam Phong bèn sai người làm hộ cho Tư Mã Trung, lại khéo léo dùng lối văn chân phương nông cạn để diễn đạt. Tư Mã Trung cứ thế theo bài mẫu chép lại và mang nộp cho vua cha. Tấn Vũ đế cho rằng Trung cũng ít nhiều có hiểu biết nên tạm gác việc thay thái tử.
Con cả của ông là Tư Mã Duật còn nhỏ đã tỏ ra là người thông minh lanh lợi, khiến Vũ Đế rất yêu quý. Vệ Quán nhiều lần khuyên Tấn Vũ đế nên thay ngôi thái tử. Vũ đế cho rằng tuy con dốt nhưng cháu giỏi thì sau này có thể giúp con và hy vọng Duật sẽ trở thành minh quân nhà Tấn. Các sử gia Trung Quốc cho rằng tính toán này của Vũ Đế thiếu sâu sắc vì Duật không phải là con ruột của Giả phi Nam Phong nên không có gì bảo đảm cho tương lai của Duật có thể được kế vị.

## Cai trị
Trong suốt 16 năm làm hoàng đế ông không bao giờ có thực quyền mà luôn bị kiểm soát bởi các nhiếp chính. Sau đây là trình tự tiếp nối của các nhiếp chính:
- Dương Tuấn: 290-291
- Tư Mã Lượng/Vệ Quán: 291.
- Hoàng hậu Giả Nam Phong: 291-300
- Tư Mã Luân: 300-301
- Tư Mã Quýnh: 301-302
- Tư Mã Nghệ: 302-304
- Tư Mã Dĩnh: 304
- Tư Mã Ngung: 304-306
- Tư Mã Việt: 306-307

### Dương Tuấn, Tư Mã Lượng, Vệ Quán và Giả hậu nhiếp chính
Năm 290, Tấn Vũ Đế mất, Tư Mã Trung lên nối ngôi, tức là Tấn Huệ Đế. Giả phi được làm hoàng hậu. Cha Dương thái hậu là Dương Tuấn, tức là người có họ ngoại với Huệ Đế (mẹ ruột Huệ Đế là Dương Diễm, Dương thái hậu là em họ của bà), làm chức Thái phó phụ chính.
Giả hậu thấy Huệ Đế ngây ngô, muốn đoạt quyền hành. Nhân các vương họ Tư Mã bất bình vì ngoại thích Dương Tuấn nắm quyền, Giả hậu bèn cùng Đông An công Tư Mã Do và Nhữ Nam vương Tư Mã Lượng bàn mưu kết tội Dương Tuấn chuyên quyền.
Năm 292, Do và Lượng theo lệnh Giả hoàng hậu làm binh biến vây bắt Dương Tuấn. Dương thái hậu trong lúc nguy cấp bèn viết thư vào vải gấm, sai buộc vào tên bắn ra ngoài để kêu gọi người đến cứu cha. Nhưng bức thư bị quân của Tư Mã Do bắt được. Do và Lượng bắt giết cả nhà Dương Tuấn. Giả hậu lấy chứng cứ bức thư gấm để kết tội Dương thái hậu cùng mưu phản với Dương Tuấn, vì vậy Dương thái hậu cũng bị kết tội và bị phế. Vợ Dương Tuấn, mẹ của Dương thái hậu - là Bàng thị cũng bị hành hình, dù Dương thái hậu nhẫn nhục viết thư xưng làm thần dân để mẹ được tha cũng không kết quả. Không lâu sau, chính Dương thái hậu cũng bị kết tội và bị giam tới chết đói ở thành Kim Dung. Vua Huệ Đế ngơ ngác ngồi nhìn toàn gia tộc họ Dương (họ ngoại của ông) bị vợ hành hình.
Tư Mã Lượng và Tư Mã Do cầm quyền trong triều, nhưng hai người sinh mâu thuẫn. Lượng sai người dèm pha Do với Giả hậu, Giả hậu bèn cách chức Do. Lượng tiến cử Sở vương Tư Mã Vĩ cùng lão thần Vệ Quán thay chức của Do.
Sau một thời gian, chính Vĩ lại lấn át quyền của Lượng. Lượng tức giận bàn mưu với Vệ Quán trừ Vĩ, nhưng việc bại lộ. Vĩ nói vu với Giả hậu rằng Quán và Lượng mưu phế Giả hậu. Giả hậu tức giận bèn sai Vĩ vây bắt, giết chết cả nhà Vệ Quán và Tư Mã Lượng. Sau Giả hậu mới biết Lượng bị vu cáo, lại thấy Vĩ chuyên quyền nên ghét Vĩ, lại thương Lượng và Vệ Quán bị oan. Nghe lời Trương Hoa, Huệ Đế và Giả hậu sai tướng Vương Cung phục binh bắt giết Vĩ tại triều.
Việc chuyên quyền của Giả hậu, kích động các vương thất tranh quyền giết hại lẫn nhau đã khởi đầu cho loạn bát vương.
Giả hoàng hậu thường bắt con trai ngoài kinh thành vào cung để tư thông, việc đồn cả ra ngoài nhưng Huệ Đế không hay biết. Giả hậu không có con mà thái tử Duật đã lớn, lại đã sinh được 3 người con trai. Mẹ Giả hậu, vợ Giả Sung là Quách Hoè khuyên Giả hậu nuôi Duật làm con để giữ ngôi, nhưng Giả hậu không nghe.
Tháng 12 năm 299, Giả hậu bày cách hại thái tử, sai người dụ thái tử uống rượu say rồi lừa viết bức thư phản nghịch. Thái tử Duật vì quá say không biết gì nên cứ thế chép lại nội dung do Giả hậu soạn sẵn. Giả hậu mang thư cho Huệ Đế xem để có cớ bỏ thái tử. Huệ Đế nghe theo, bèn phế Tư Mã Duật làm thứ dân, sai mang ra thành Kim Dung an trí, bất chấp những lời can ngăn của cận thần. Mẹ thái tử là Tạ phi cũng bị tống giam và tra tấn tới chết.
Các đại thần Sĩ Ỷ và Tư Mã Nhã muốn phục ngôi thái tử, bèn nhờ cậy Triệu vương Tư Mã Luân là ông chú của Huệ Đế. Nhưng Luân muốn có cớ đánh Giả hậu, nên phao tin rằng triều thần muốn phục ngôi thái tử để phế Giả hậu. Giả hậu sợ hãi, bèn sai người hạ sát thái tử Duật ở nơi giam cầm để tuyệt lòng mong đợi của triều thần. Lúc đó Tư Mã Luân mới ra mặt, lấy cớ trị tội Giả hậu để khởi binh.
Luân hợp sức với Tề vương Tư Mã Quýnh là cháu gọi Vũ Đế bằng bác. Hai người mang quân vào cung bắt sống Giả hậu, giết hết phe cánh. Giả hậu bị giam ở thành Kim Dung và sau đó bị giết chết. Huệ Đế theo lời mưu sĩ của Luân là Tôn Tú, lập con gái đại thần Dương Lục là Dương thị làm hoàng hậu, phong con cả thái tử Duật là Hoài Lâm vương Tư Mã Tân làm hoàng thái tôn.

### Tư Mã Luân nhiếp chính và cướp ngôi
Tư Mã Luân làm thừa tướng cầm quyền chính, ngày càng tỏ rõ ý định cướp ngôi. Luân buộc Huệ Đế gia phong cho cửu tích.
Tháng giêng năm 301, Tư Mã Luân theo kế Tôn Tú, phế truất Tấn Huệ Đế giành ngôi, an trí Huệ Đế ra thành Kim Dung. Tề vương Tư Mã Quýnh vốn có công cùng Luân phế Giả hậu chỉ được ban chức nhỏ, có ý oán hận, nhân dịp Luân cướp ngôi bèn sai người cầm hịch triệu tập một loạt vương thất như Hà Gian vương Tư Mã Ngung, Thành Đô vương Tư Mã Dĩnh, Thường Sơn vương Tư Mã Nghệ, Tân Dã công Tư Mã Hâm tham chiến để trừ bỏ Luân.
Tháng 4 năm 301, Tề vương Quýnh hợp binh với các vương công, thanh thế rất lớn. Tư Mã Luân nhanh chóng tan rã thua trận và bị bắt. Tề vương Quýnh cùng các vương công tiến vào kinh, bắt Luân và phe cánh Tôn Tú, rồi sai người tới thành Kim Dung rước Huệ Đế về cung, lập lại làm vua. Tư Mã Luân bị giam ở thành Kim Dung, sau đó bị giết. Tấn Huệ Đế bị mất ngôi 3 tháng lại được phục hồi.

### Tư Mã Quýnh, Tư Mã Nghệ, Tư Mã Dĩnh và Tư Mã Ngung nhiếp chính
Tư Mã Quýnh một mình cầm quyền, lại chuyên quyền lấn vua Huệ Đế. Tư Mã Ngung, Tư Mã Dĩnh đều ghen tức có ý trừ đi. Tư Mã Ngung viết thư sai Tư Mã Nghệ đánh Quýnh. Tháng 12 năm 302, Nghệ tự tay cầm quân giết được Tư Mã Quýnh và nắm quyền trong triều.
Ngung và Dĩnh thấy quyền hành lại rơi vào tay Tư Mã Nghệ, có ý tức giận. Năm 303, hai người bèn ra ngoài hợp binh làm phản, kéo về đánh kinh thành để giết Nghệ và phế Huệ Đế. Hai bên đánh nhau ác liệt, giằng co nhiều trận.
Giữa lúc tướng của Tư Mã Ngung là Trương Phương vây đánh lâu ngày mà không hạ được, định rút lui thì trong kinh thành có biến. Đông Hải vương Tư Mã Việt đố kỵ Tư Mã Nghệ, nói loan lên rằng Ngung và Vĩnh đánh thành không phải vì muốn hại Huệ Đế mà vì muốn giết Nghệ. Do đó trong thành theo lời Việt, bắt trói Nghệ. Tấn Huệ Đế bất lực không cứu được em. Nghệ bị mang về giam ở thành Kim Dung rồi bị Trương Phương giết.
Ngung và Dĩnh mang quân vào kinh, ép Huệ Đế phế bỏ Dương hậu và thái tử, lập Dĩnh làm hoàng thái đệ. Tư Mã Việt tức giận mang quân đánh Dĩnh. Dĩnh thua chạy về Nghiệp thành. Việt phục ngôi cho Dương hậu và thái tử.
Việt nhân đà thắng trận phát hịch đi các trấn triệu tập, lại mang Huệ Đế thân chinh cùng đánh Nghiệp Thành để tận diệt Thành Đô vương Dĩnh. Việt chủ quan, bị Dĩnh đánh úp, thua chạy trốn về quận Đông Hải. Huệ Đế bị Tư Mã Dĩnh bắt được, giam ở Nghiệp thành.
Việt thua trận, bèn mời đô đốc U châu là Vương Tuấn và thứ sử Kinh châu là Tư Mã Đằng mang quân đánh Tư Mã Dĩnh. Tuấn vốn có hiềm khích với Dĩnh nên sai người liên hợp với các bộ tộc Ô Hoàn, Tiên Ty cùng đánh Dĩnh. Dĩnh bí thế bèn triệu tướng Hung Nô là Lưu Uyên tới giúp sức, phong Uyên làm Bắc Thiền Vu.
Lưu Uyên được chức tự ý phát triển lực lượng riêng. Năm 304, Uyên tự xưng vương, lập ra nhà Hán. Người Hung Nô đã ly khai và công khai chống đối nhưng các vương thất nhà Tấn vẫn mải đánh lẫn nhau mà không hợp sức trừ loạn.
Tư Mã Dĩnh bị Vương Tuấn và Tư Mã Đằng vây ngặt ở Nghiệp Thành bèn phá vây, mang Huệ Đế chạy về Lạc Dương. Dĩnh lại bỏ Dương hậu và thái tử, tự xưng là hoàng thái đệ như trước.
Hà Gian vương Ngung ở Trường An, nghe tin Huệ Đế về Lạc Dương bèn sai bộ tướng Trương Phương mang quân vào Lạc Dương lấy danh nghĩa cứu giá. Dĩnh không đủ khả năng chống Phương. Phương thấy Lạc Dương bị tàn phá, không đủ lương, bèn ép đưa Huệ Đế về theo Tư Mã Ngung ở Trường An.
Tháng 11 năm 304, Huệ Đế tới Trường An, quyền thế lọt vào tay Tư Mã Ngung và Trương Phương. Tháng 12, Ngung lấy chiếu vua phế ngôi hoàng thái đệ của Dĩnh, lập người em út của Huệ Đế là Dự Chương vương Tư Mã Xí làm hoàng thái đệ.
Tư Mã Việt thấy Ngung chuyên quyền, liền hợp binh với Đông Bình vương Tư Mã Lâm, Phạm Dương vương Tư Mã Hổ đánh Ngung.
Tình hình thêm rối ren, triều đình Trường An không thể khống chế được, Tư Mã Ngung đành dùng lệnh của Huệ Đế phục chức cho Tư Mã Dĩnh ở Nghiệp thành để đốc việc quân Hà Bắc. Từ bấy giờ hình thành 2 phe vương thất: Tư Mã Ngung – Tư Mã Dĩnh và Tư Mã Việt – Tư Mã Hổ.
Sang năm 306, phe Tư Mã Việt thắng thế. Quân Tư Mã Ngung thua nặng không còn đủ sức chống cự. Việt ra điều kiện với Ngung phải trả lại Huệ Đế về Lạc Dương mới bãi binh. Tháng 6 năm 306, Việt sai Kỳ Hoằng tới Trường An lấy Huệ Đế khỏi tay Ngung, mang về Lạc Dương và phục ngôi cho Dương hậu như cũ.

### Tư Mã Việt nhiếp chính và qua đời
Tấn Huệ Đế rời Trường An trở về Lạc Dương. Tư Mã Dĩnh đang đi (từ Lạc Dương) chưa tới Trường An thì một số bộ tướng cũ của Dĩnh muốn dựng Dĩnh làm vua, nhưng bị Tư Mã Hổ dẹp tan. Dĩnh chỉ còn trơ trọi ở Tân Hội.
Tháng 9 năm 306, Phạm Dương vương Hổ chết. Bộ tướng của Hổ là Lưu Dư sợ Dĩnh gây hậu hoạ bèn sai người đánh thuốc độc giết chết Dĩnh.
Tháng 11 âm lịch năm Bính Dần (tức tháng 1 năm 307), Tấn Huệ Đế bị Tư Mã Việt đầu độc giết chết. Năm đó ông 48 tuổi, ở ngôi được 17 năm. Tư Mã Việt lập hoàng thái đệ Tư Mã Xí – con thứ 25 của Tấn Vũ Đế - lên ngôi, tức là Tấn Hoài Đế.
Tấn Huệ Đế bị sát hại cùng thời điểm loạn bát vương chấm dứt, Tư Mã Việt trở thành người nắm chính trường, điều hành triều đình. Nhưng khi đó nhà Tấn đã rất suy yếu và không đủ khả năng trấn áp loạn lạc do Ngũ Hồ gây ra.

## Nhận định
Tấn Huệ Đế là hoàng đế ngây ngô, không có khả năng làm vua. Theo đánh giá của các sử gia Trung Quốc, Tấn Vũ Đế đã sai lầm khi không thay đổi ngôi thái tử của Tư Mã Trung khiến cơ nghiệp nhà Tấn bị tàn phá đi đến diệt vong. Trong hơn 20 người em của Tấn Huệ đế thì có ba người ít nhiều có tài năng tham gia loạn bát vương (Sở vương Vĩ, Thành Đô vương Dĩnh, Trường Sa vương Nghệ), Vũ đế hoàn toàn có thể chọn trong số những người con khác, như một trong 3 người đó để thay mình - những người này đều có thể làm vua tốt hơn Huệ Đế nhiều.

## Niên hiệu
- Vĩnh Hi 17 tháng 5, 290-15 tháng 2,291
- Vĩnh Bình 16 tháng 2-23 tháng 4,291
- Nguyên Khang 24 tháng 4,291-6 tháng 2,300
- Vĩnh Khang 7 tháng 2,300-3 tháng 2,301
- Vĩnh Ninh 1 tháng 6,301-4 tháng 1303
- Thái An 5 tháng 1,303-21 tháng 2, 304
- Vĩnh An 22 tháng 2-15 tháng 8,304; 25 tháng 12,304-3 tháng 2,305
- Kiến Vũ 16 tháng 8-24 tháng 12,304
- Vĩnh Hưng 4 tháng 2,305-12 tháng 6,306
- Quang Hi 13 tháng 7,306-tháng 11,306

## Gia quyến

### Cha mẹ
- Cha : Tấn Vũ đế Tư Mã Viêm
- Mẹ : Dương Diễm , thụy hiệu Vũ Nguyên Hoàng hậu , chính thất Tấn Vũ đế.

### Thê thiếp
- Hoàng hậu Giả Nam Phong (257 - 300), nổi tiếng là "gian hậu loạn triều" , dung mạo xấu xí , liệt vào hàng "Ngũ xú Trung Hoa" , cha là khai quốc công thần Giả Sung , mẹ là Quách Hòe , phong tước Quảng Thành quân. Diệt họ Dương , khởi loạn Bát vương , năm 300 bị quần thần phế truất làm thứ nhân , sau đó bị ép tự vẫn.
- Hoàng hậu Dương Hiến Dung (? - 322) , người huyện Nam Thành, quận Thái Sơn. Bà là người phụ nữ duy nhất trở thành hoàng hậu của hai triều đại khác nhau trong lịch sử Trung Quốc : là Kế Hoàng hậu của Tấn Huệ Đế và Lưu Diệu của nhà Hán Triệu. Truy thụy Hiến Văn Hoàng hậu.
- Tạ Cửu (謝玖 , ? - 300) , nhập cung làm nữ quan. Sơ phong Tài nhân , sau thăng Thục phi (淑妃) , năm 300 bị giết cùng con trai.

### Con cái
- Tư Mã Duật (司马遹; 278-300) , trưởng tử , mẹ là Tạ Cửu. Thông minh đĩnh ngộ , sơ phong Quảng Lăng vương, phong địa 5 vạn hộ, lại cho đại thần Lưu Thực làm thầy cho ông. Bị Giả hậu giết chết , là nguyên nhân gây loạn Bát vương. Có chính thất là Vương Huệ Phong (王惠风), con gái Thái úy Vương Diễn (王衍) , kế thất Tưởng Tuấn (蒋俊).
  - Tư Mã Bình (司马虨), mất năm 300, được truy tôn làm Nam Dương vương (南阳王)
  - Tư Mã Tang (司马臧), ban đầu được phong làm Lâm Hoài vương (临淮王), sau khi Giả hậu bị giết được phong làm Hoàng Thái tôn, sau bị Tư Mã Luân phế làm Bộc Dương vương (濮阳王)
  - Tư Mã Thượng (司马尚), được phong làm Tương Dương vương (襄阳王), sau khi Tư Mã Luân bị lật đổ, Tư Mã Trung phục vị, lập thành Hoàng Thái tôn.
- Hà Đông Công chúa (河東公主) , mẹ là Giả Nam Phong , hạ giá Tôn Cối (孙会)

- Thủy Bình Công chúa (始平公主) , mẹ là Giả Nam Phong.
- Hoằng Nông Công chúa (弘農公主) , mẹ là Giả Nam Phong. Hạ giá Phu Tuyên (傅宣) , con trai đại thần Phu Chi (傅祗).
- Tư Mã Nhữ Ngạn Công chúa (司馬女彥) , mẹ là Giả Nam Phong , ấu nữ , thông minh hiếu học , chết yểu khi còn nhỏ , táng theo lễ trưởng công chúa.